# Diocese de Kalookan
A Diocese de Kalookan (em latim: Dioecesis Kalookana) é uma circunscrição eclesiástica da Igreja Católica localizada em Kalookan, pertencente à província eclesiástica da Arquidiocese de Manila nas Filipinas. Seu atual bispo é Pablo Virgilio Siongco David. Sua Sé é a Catedral de São Roque de Caloocan.
A diocese possui 31 paróquias, servidas por 78 padres, abrangendo uma população de 2.289.649 habitantes, com 80,0% da dessa população jurisdicionada batizada (1.831.719 católicos), em 2022.

## História
A diocese foi erigida em 28 de junho de 2003 pelo Papa João Paulo II por meio da bula Quoniam quaelibet Ecclesia, obtendo o território da arquidiocese de Manila, sendo sua sufragânea.

## Prelados
|                          | Nome                                 | Período   | Notas                      |
| Bispos                   | Bispos                               | Bispos    | Bispos                     |
| ------------------------ | ------------------------------------ | --------- | -------------------------- |
| 2º                       | Pablo Virgilio Cardeal Siongco David | 2015-     | Atual                      |
| 1º                       | Deogracias Soriano Iñiguez Jr.       | 2003-2013 | Bispo emérito              |
| Administrador apostólico |                                      |           |                            |
|                          | Francisco Mendoza de Leon            | 2013-2015 | Bispo auxiliar de Antipolo |